# Hapton (Lancashire)
Hapton is een civil parish in het bestuurlijke gebied Burnley, in het Engelse graafschap Lancashire met 1979 inwoners.